# Dunkerque (thiết giáp hạm Pháp)
Dunkerque là một thiết giáp hạm được Hải quân Pháp chế tạo trước Chiến tranh Thế giới thứ hai, là chiếc dẫn đầu cho một lớp mới được đóng kể từ sau Hiệp ước Hải quân Washington. Nó đã hoạt động trong giai đoạn đầu của chiến tranh cho đến khi bị Hải quân Anh tấn công tại cảng Mers-el-Kébir bên bờ Địa Trung Hải, rồi bị đánh đắm tại Toulon vào tháng 11 năm 1942.

## Thiết kế
Trang bị vũ khí không mạnh và vỏ giáp yếu hơn những thiết giáp hạm đương thời, lớp Dunkerque được xem là một thiết giáp hạm thu nhỏ, và chúng được đánh giá là cân bằng hơn so với tàu chiến-tuần dương, khi phải đánh đổi tính năng hoạt động giữa vỏ giáp và vũ khí trang bị. Được thiết kế nhằm đối phó với những "thiết giáp hạm bỏ túi" thuộc lớp Deutschland của Đức, Dunkerque tỏ ra vượt trội hơn về mọi mặt so với chúng, vốn dựa trên thiết kế tàu tuần dương hạng nặng được mở rộng.

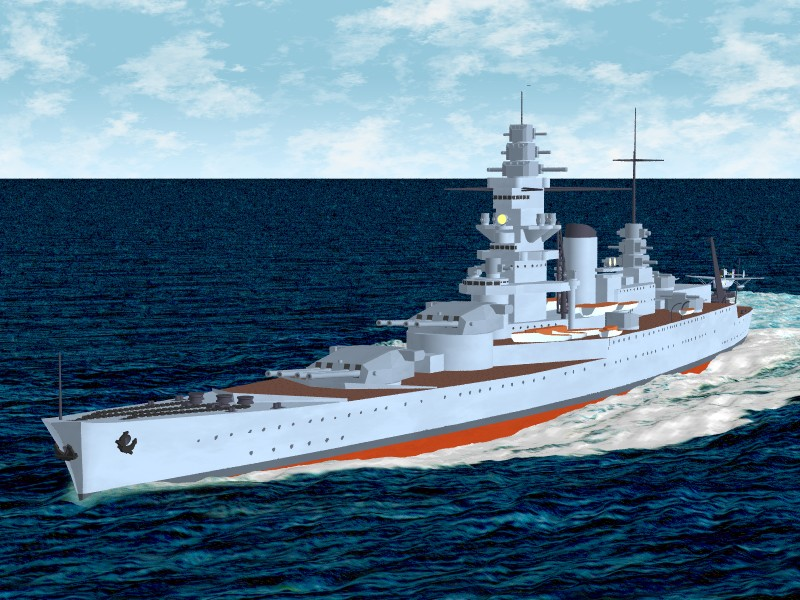
Sơ đồ mô phỏng Dunkerque

Thiết kế của Dunkerque rất sáng tạo, toàn bộ dàn pháo chính được bố trí trên hai tháp pháo bốn nòng phía trước cho phép bắn toàn bộ hỏa lực ra phía trước không giới hạn. Đây cũng là sơ đồ lớp thiết giáp hạm Nelson của Hải quân Hoàng gia Anh, nhưng với ba tháp pháo mang chín khẩu pháo, nên góc bắn của tháp pháo sau cùng bị giới hạn bởi tháp pháo trước mặt nó. Việc bố trí toàn bộ dàn pháo chính trên tháp pháo bốn nòng là đặc tính độc đáo của thiết kế những thiết giáp hạm Pháp cuối cùng, được áp dụng cho những chiếc Richelieu và Jean Bart tiếp theo. Lớp King George V của Hải quân Hoàng gia Anh cũng có đặc tính này.

## Lịch sử hoạt động
Trong cuộc Chiến tranh Giả vờ, Dunkerque được sử dụng cùng với tàu chị em Strasbourg trong việc đảm bảo an toàn các tuyến đường thương mại hàng hải quốc tế. Từ tháng 10 đến tháng 12 năm 1939, nó cùng với tàu chiến-tuần dương Anh HMS Hood truy tầm các thiết giáp hạm Scharnhost và Gneisenau.
Từ năm 1939, Dunkerque cùng Strasbourg, các tàu tuần dương và các tàu khu trục lớn của Pháp đã hình thành nên một lực lượng đặc nhiệm nhanh đặt tên là Lực lượng Bắn phá, đặt căn cứ tại Brest, với Dunkerque làm soái hạm. Tháng 12 năm 1939, Dunkerque tham gia vào việc vận chuyển sang Canada một phần số vàng dự trữ của Ngân hàng Pháp. Đối mặt với một thái độ mơ hồ của Ý, vào mùa Xuân năm 1940, Lực lượng Bắn phá được gửi đến hoạt động tại Địa Trung Hải.
Sau khi Pháp đầu hàng, Dunkerque cùng với Strasbourg neo đậu tại cảng Mers-El-Kebir thuộc Algerie. Cả hai trở thành mục tiêu của cuộc tấn công vào ngày 3 tháng 7 năm 1940, bởi Lực lượng H của Hải quân Hoàng gia Anh, bao gồm tàu chiến-tuần dương HMS Hood cùng các thiết giáp hạm HMS Revenge và HMS Valiant. Trong khi Strasbourg may mắn thoát khỏi tầm hỏa lực và sự truy đuổi để đến được Toulon vào ngày hôm sau, Dunkerque bị bắn trúng bốn phát đạn pháo hạng nặng: phát thứ nhất nảy tung trên nóc tháp pháo 330 mm phía trước, làm thiệt mạng toàn bộ người trong nữa tháp pháo bên phải; phát thứ hai gây hư hại thiết bị máy bay; hai phát cuối làm hỏng nồi hơi và phá hủy máy phát điện, nên nó phải neo đậu lại phía bên kia vũng biển Mers-el-Kebir.
Những hư hại này không đến mức quá nghiêm trọng như lo sợ, vì phía Anh đã ngừng bắn sau không đầy 15 phút vì đô đốc Pháp ra hiệu cho biết ông đã ra lệnh ngừng bắn. Nên Đô đốc Esteva, Tổng tư lệnh Hải quân Pháp tại Bắc Phi, báo cáo bằng vô tuyến về Bộ Hải quân Pháp về một tình trạng "hư hỏng trung bình" của con tàu. Biết được điều này, Bộ Hải quân Anh ra lệnh cho Đô đốc Sommerville, Tư lệnh Lực lượng H, tiếp tục tấn công để loại bỏ hoàn toàn Dunkerque khỏi vòng chiến đấu.
Dunkerque mắc cạn tại bờ biển ngay phía trước một ngôi làng, khiến Đô đốc Sommerville lo ngại việc hỏa lực hải pháo có thể gây thương vong nặng nề cho thường dân; ông ra lệnh ngừng bắn, vào ngày 6 tháng 7 tiếp tục tấn công nó bằng máy bay ném ngư lôi xuất phát từ tàu sân bay HMS Ark Royal. Một quả ngư lôi đã đánh trúng một tàu tuần tra nhỏ mang theo mìn sâu đang cặp mạn chiếc Dunkerque. Hậu quả của vụ nổ đã làm mở toang một lỗ hổng lớn bên lườn chiếc thiết giáp hạm, làm thiệt mạng hơn 200 thủy thủ, khiến nó chìm tại vùng nước nông.
Được cho nổi trở lại và sửa chữa sơ sài, Dunkerque quay trở lại Toulon bằng chính động lực của nó vào tháng 2 năm 1942, nơi nó được đưa vào ụ tàu để tiếp tục sửa chữa. Khi quân Đức tìm cách chiếm lấy Hạm đội Pháp tại Toulon vào ngày 27 tháng 11 năm 1942, Dunkerque bị thủy thủ đoàn của nó tự đánh đắm. Vị chỉ huy của nó, Đại tá Hải quân Amiel, thoạt tiên từ chối không chịu đánh đắm tàu của mình mà không có mệnh lệnh viết tay, nhưng cuối cùng bị thuyết phục bởi vị chỉ huy tàu tuần dương hạng nhẹ La Galissonnière lân cận.
Dunkerque bị quân Đức và Ý tháo dỡ một phần và nhiều lần bị Đồng Minh ném bom. Nó được cho nổi lại vào năm 1945, bị bỏ xó trong một tình trạng tồi tệ, và bị tháo dỡ vào năm 1958.

## Những hình ảnh

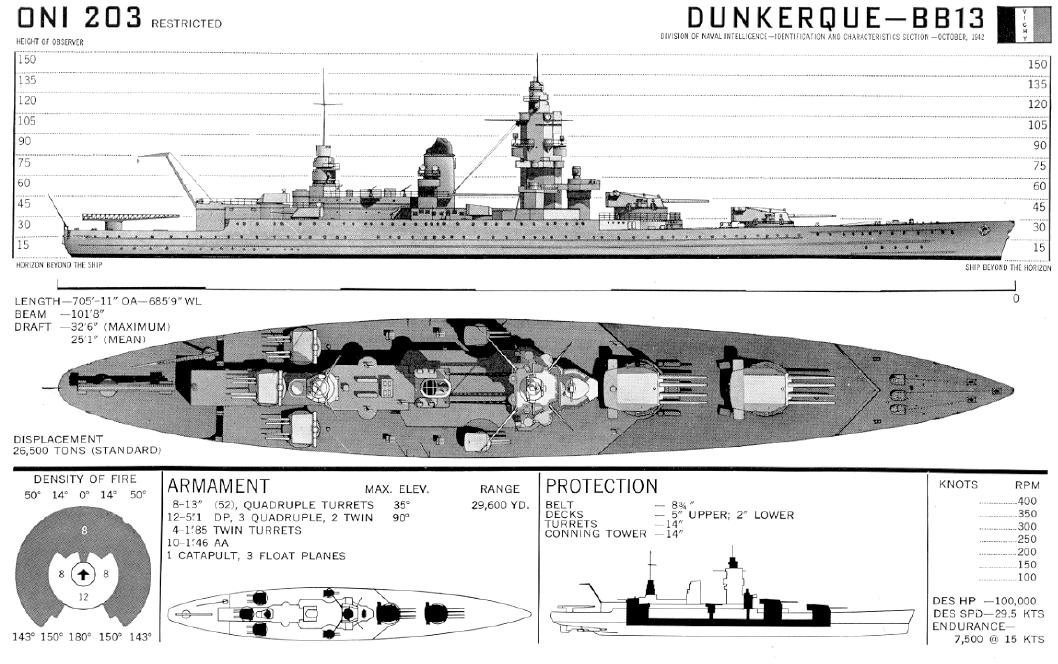
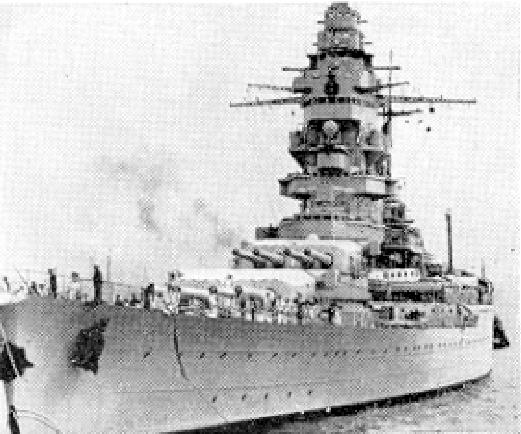
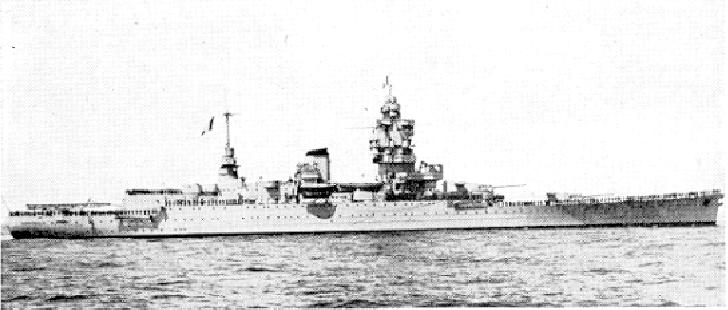

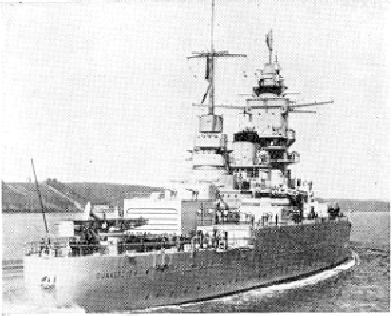
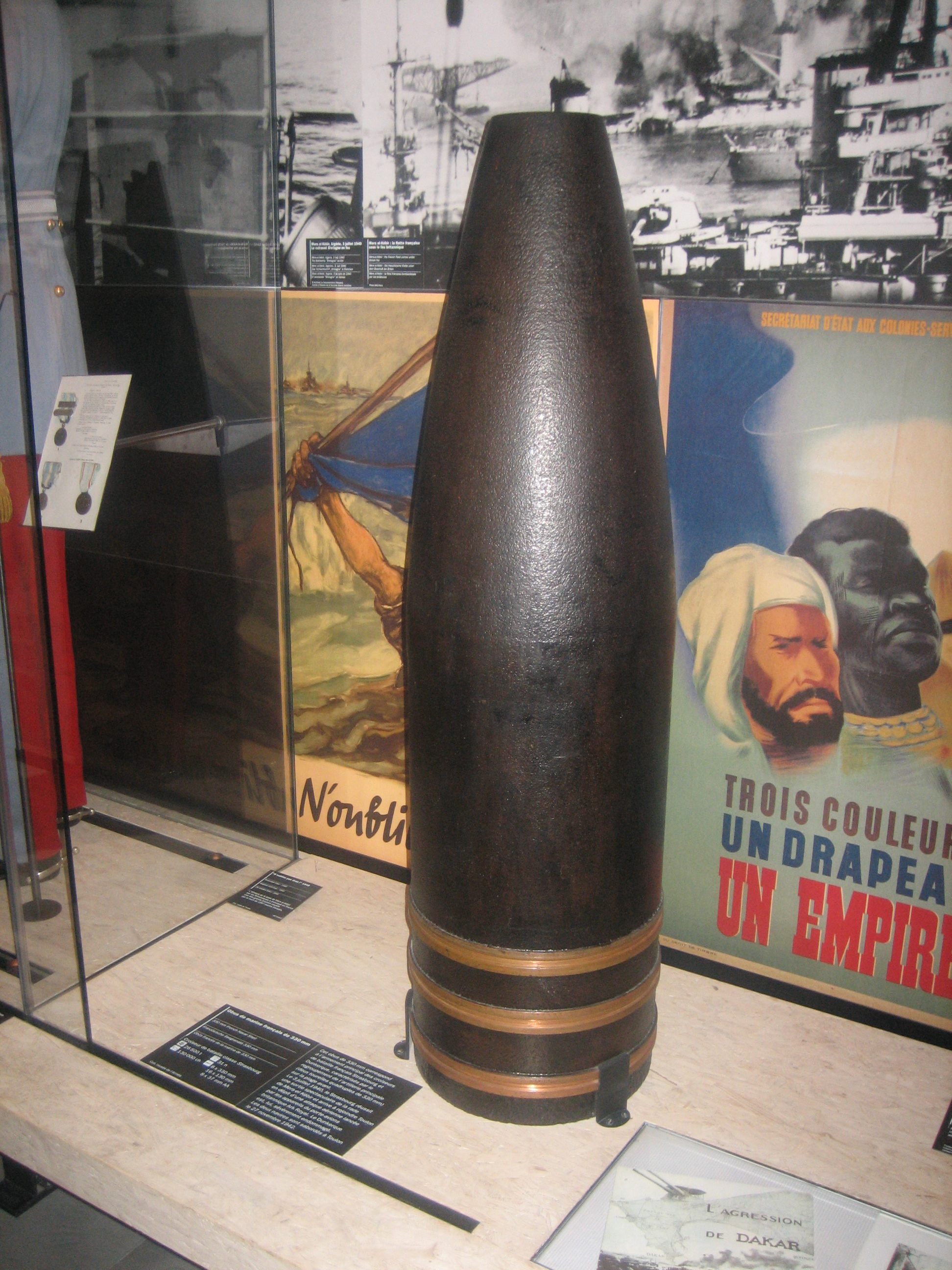
Một quả đạn pháo 330 mm như được sử dụng bởi dàn pháo chính của Dunkerque và Strasbourg.
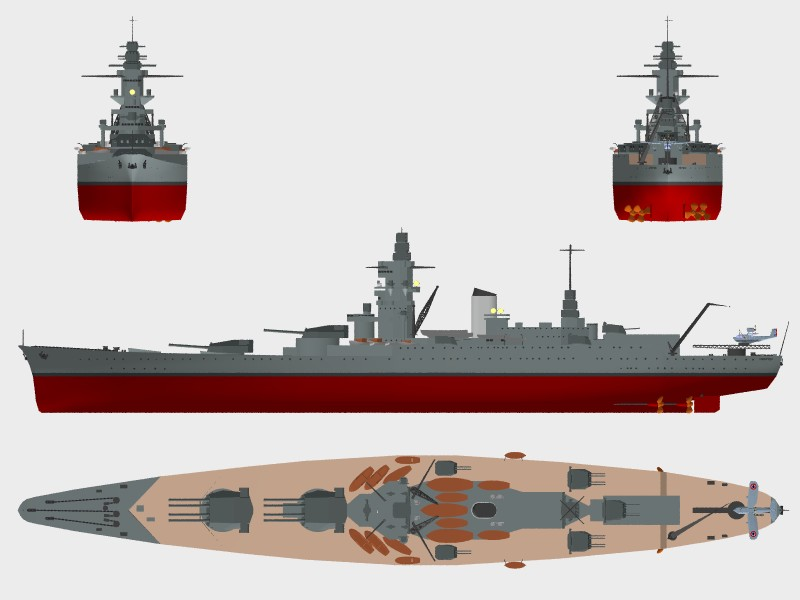
Mô hình ba chiều của con tàu